# Attacker
Attacker ist eine US-amerikanische Heavy-Metal-Band aus New Jersey.

## Geschichte
Sie wurde 1983 als Warloc gegründet. Mike Sabatini (Schlagzeug), Pat Marnelli (Gitarre) und Dominic Spina (Gitarre) sind die Gründungsmitglieder. Nach kurzer Zeit fand die Band in Brian Bob Mitchell einen Sänger. Nach mehreren kleinen Konzerten, auf denen sie fast ausschließlich Coverversionen spielten, stieg Spina aus und wurde durch Jim Mooney ersetzt. 1984 benannte sich die Band dann in Attacker um und es wurde das erste Demo veröffentlicht.
Metal Blade wurde auf die Band aufmerksam und veröffentlichte das Lied (Call on) The Attacker auf dem fünften Teil ihrer Samplerserie Metal Massacre. Der Band wurde daraufhin ein Plattenvertrag mit dem Label angeboten. Jimmy Schulman stieg als Bassist ein. Während der Aufnahmen zum Debütalbum Battle at Helm's Deep wurde Schulman wieder aus der Band geworfen, da diese nicht zufrieden mit den Bassspuren war. Lou Ciarlo von der Band Hades spielte die Spuren neu ein. 1985 erschien das Album und erntete gute Kritiken in der Metalpresse, der kommerzielle Durchbruch blieb aber aus. Die Band beklagte sich darüber, dass ihre Plattenfirma nicht genug für sie getan habe und löste den Vertrag auf. 1986 erschien auf dem Sampler The Best of Metal Blade Volume 1 dennoch das Lied Disciple.
Im gleichen Jahr veröffentlichte Attacker ihr zweites Demo. John Leone war mittlerweile als Sänger eingestiegen, da Bob Mitchell wegen persönlicher und musikalischer Differenzen die Band verlassen hatte. Wieder mit einem Samplerbeitrag, diesmal auf L'Amour Rocks von Mercenary Records, wurde ihr ein Plattenvertrag offeriert. Das zweite Album The Second Coming erschien 1988 und wird als Attackers bestes Werk bezeichnet. Die aufkeimende Thrash-Metal-Szene und die geringe Unterstützung durch ihre Plattenfirma führen dazu, dass sich die Band 1989 auflöste. Die beiden Alben wurden 1999 durch Sentinel Steel Records wiederveröffentlicht.

### Reunion
1994 verstarb John Leone und 2000 auch Jim Mooney. Die verbliebenen Mitglieder Pat Marinelli und Mike Sabatini beschlossen, den Verstorbenen ein musikalisches Denkmal in Form eines dritten Albums zu setzen. Mit Pat Marinelli wurde ein weiterer Gitarrist gefunden, als Bassist stieg Felix Torres ein. Die Vorbereitungen liefen in den Jahren 2000 bis 2003, doch die Band fand zunächst keinen Sänger. Nach jahrelangem Streit mit Bob Mitchell komplettierte dieser 2003 doch wieder die Band. Am 13. Dezember fand das erste Konzert in Hoboken statt.
2004 erschien das Reunionsalbum Soul Taker. Die Band spielte dann auf mehreren Festivals, unter anderem auf dem zweiten Keep It True in Deutschland. Eine Europatournee folgte.
2005 begannen die Arbeiten an dem Nachfolger The Unknown. Weitere Festivalauftritte und eine Tour durch Deutschland unterbrachen die Arbeiten. Als Ersatz für Felix Torres kam Lou Ciarlo hinzu. 2006 schließlich erschien The Unknown.

## Stil
Attacker spielte den zu Anfang der 1980er beliebten Stil zwischen Speed- und Power Metal. 1985 stand im Metal Hammer: „Sauber gespielter, technisch guter, rauher Heavy Metal mit viel Melodie und Tempowechseln.“ Ihre Musik wird oft als Mischung zwischen Judas Priest und Accept beschrieben. Als eine der ersten Bands verwendete sie die Bücher von J. R. R. Tolkien als Inspirationsquelle.

## Diskografie
- 1985: Battle at Helms Deep (Metal Blade)
- 1988: The Second Coming (Mercenary)
- 2004: Soul Taker (Iron Glory)
- 2006: The Unknown (Sentinel Steel)
- 2007: Standing the Test of Time (Chavis)
- 2013: Giants of Canaan (Metal on Metal Records)